# Le Condamné à mort
Le Condamné à mort est un poème écrit en 1942 par Jean Genet (1910-1986), alors qu'il était interné à la prison de Fresnes pour vol.

## Historique
Le poète aurait composé ce long poème en réaction à un prix obtenu par un autre prisonnier, pour un poème qu'il jugeait facile et conventionnel. Il écrit alors Le Condamné à mort, qu'il dédie à un jeune assassin, Maurice Pilorge, guillotiné le 4 février 1939 à Rennes, (le 17 mars dans le poème) personnage qui le fascine et qui est l'objet de fantasmes décrits dans le poème.
Genet y développe les thèmes de l'amour entre prisonniers, de la fascination pour le beau voyou, du peu de valeur de la vie pour un être d'exception qu'est, selon lui, Pilorge, et de l'homosexualité.
Le film qu'il réalise en 1950, Un chant d'amour, reprend ces thèmes.

### Citation
« Nous n'avions pas fini de nous parler d'amour

Nous n'avions pas fini de fumer nos gitanes

On peut se demander pourquoi les cours condamnent.

Un assassin si beau qu'il fait pâlir le jour. »

## Enregistrements
Le texte a été enregistré, lu par Mouloudji, sur une musique d'André Almuro en 1966. Il a également été mis en musique par Hélène Martin qui en a chanté quelques extraits dès 1961. Cette dernière version a été enregistrée par Francesca Solleville en 1962 sur son album Récital n°2, enregistrement repris dans plusieurs anthologies, la dernière Mes amours en 2019,  également chantée par Marc Ogeret en 1970, a fait l'objet d'un enregistrement par Étienne Daho et Jeanne Moreau en 2010,, et donna suite à un spectacle au Festival d'Avignon en 2011. 
L'extrait « Sur mon cou » a été chanté par Étienne Daho à plusieurs reprises en live et une version en concert est disponible sur son album Singles. 
Un extrait a été repris par Hervé Vilard. 
Raphael a repris l'extrait également en live (album Une nuit au Châtelet).
Une version complète a été enregistrée par Christian Olivier (les Têtes Raides) sur l'album Corps de mots, sorti en 2013. 
Le groupe Les Chevals hongrois, qui se définit comme un "ensemble d'individus scandant des juxtapositions sur des rythmes binaires : du rap néfaste à tendance tropicale", enregistre, en avril 2015, l'album Le condamné à mort, reprenant le poème en rap. Ils accompagnent leur album d'un film en noir et blanc.
Le musicien et chanteur Babx interprète une partie de Le Condamné à mort dans son album Cristal Automatique #1 (2015).

### Discographie
- musique d'André Almuro, dit par Mouloudji, Disques Mouloudji, 1966 ; Bourg Records, circa 1988
- musique d'Hélène Martin, chanté et dit par Marc Ogeret, Cavalier, 1970 ; EPM, 2002
- musique d'Hélène Martin, chanté par Étienne Daho et dit par Jeanne Moreau ; Naïve, 2010
- version rap par Les Chevals Hongrois, autoproduction 2015 (téléchargement gratuit sur le  site officiel[5])
- Babx, Jean Genet, dans Cristal Automatique #1 (juin 2015).
- Têtes Raides, album "Corps de mots" 2013

#### Vidéos
- Le Condamné à mort, interprété par Les Têtes Raides, extrait de l'album Corps de mots
- Le Condamné à mort, chanté par Natasha Bezriche, vidéo de concert
- Le Condamné à mort, lu par Jeanne Moreau et chanté par Étienne Daho sur la musique d'Hélène Martin

#### Presse
- « Maurice Pilorge, compagnon fantasmé », René Solis, Libération, 5 novembre 2010